# 2005年2月

## 2月28日
- 美国国务院发布2004年《国别人权报告》再度批评俄罗斯、沙特阿拉伯、中国等国的人权状况，没有谈到美军虐囚。新浪网（页面存档备份，存于）
- 黎巴嫩总理卡拉米宣布他的政府全体辞职。新华网
- 中国首次发表《中国的民族区域自治》白皮书。每日甘肃（页面存档备份，存于）
- 第77届奥斯卡奖颁奖典礼在洛杉矶举行。

## 2月27日
- 《烟草控制框架公约》在最早批准该条约的40个国家生效。新京报（页面存档备份，存于）

## 2月26日
- 日本自行研制的H-IIA运载火箭搭载一颗多功能卫星在鹿兒島縣种子岛宇宙中心发射升空。 中国日报网[]

## 2月25日
- 中、美两国科学家联合研究表明：地球上动物首次出现的时间距今不超过5.8亿年。新华网（页面存档备份，存于）

## 2月24日
- 美国军方在夏威夷附近海域成功地进行了一次海基弹道导弹防御系统的导弹拦截试验。新华网（页面存档备份，存于）
- 联合国人口司发表的最新研究报告指出，印度人口将在2030年前超过中国人口。全球人口将在2050年达到91亿。西部在线（页面存档备份，存于）
- 台灣扁宋會掀起海內外討論，北京方面暫時不做評論，華盛頓重申立場。聯合新聞網（页面存档备份，存于）

## 2月23日
- 塞尔维亚拒绝黑山独立要求。中华网

## 2月22日
- 伊朗发生里氏6.4级强烈地震 至少五百人死亡，政府拒绝国际援助。Sina（页面存档备份，存于）

## 2月20日
- 西班牙以绝对多数赞成票通过欧盟宪法条约。新闻晚报

## 2月19日
- 美國與日本雙方代表在華盛頓舉行「美日安全諮商委員會會議」，並發表聯合聲明。當中特別針對北韓問題、台海情勢、中國軍事擴張下的美、日國防合作等議題作出表示。台灣日報（聯合聲明全文）
- 盛大互动娱乐有限公司以19.5%普通股股权入股新浪网。新浪网（页面存档备份，存于）

## 2月18日
- 德国一名数学爱好者马丁·诺瓦克发现梅森素数的第42位成員，而這個素數亦是迄今最大的素数，有780多万位，可写成2的25964951次方减1。新华网（页面存档备份，存于）GIMPS官方新聞稿（英語）（页面存档备份，存于）

## 2月17日
- 美国总统布什提名美驻伊拉克大使约翰·内格罗蓬特担任首任美国国家情报局局长。中国宁波网
- 日本中部国际机场在爱知县常滑市开设了。讀賣新聞（日文）

## 2月16日

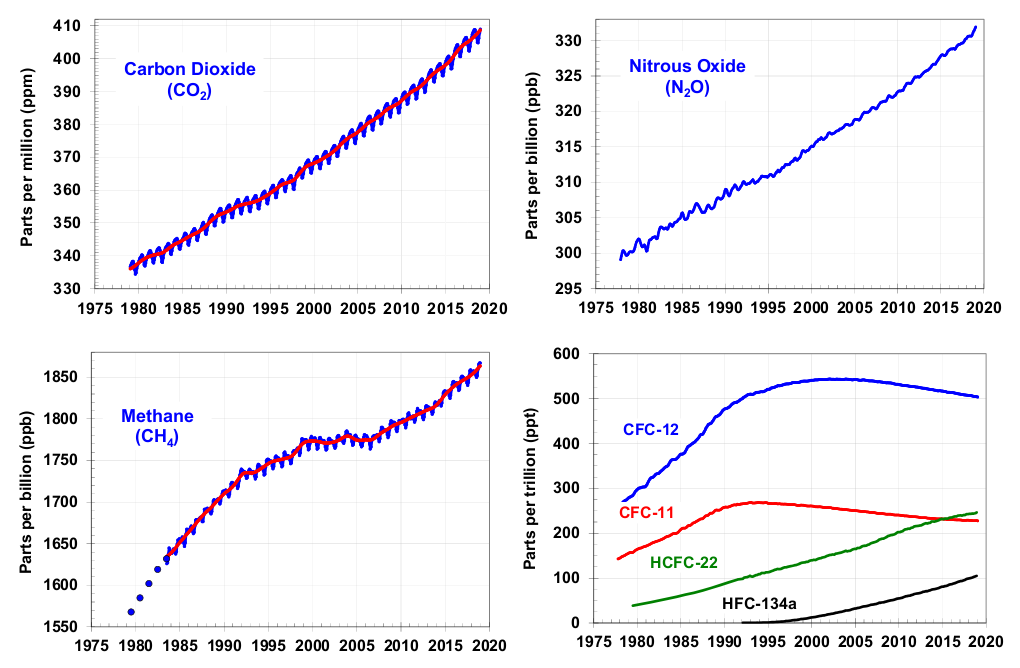
京都议定书试图减少全球温室气体排放。

- 限制全球溫室氣體排放量的《京都議定書》經過近8年爭拗後，終獲得120多個國家確認正式生效。
- 联合国人口与发展委员会公布的报告指出，目前世界上人口最多的城市是日本东京（3530万）。
- 伊朗布什爾省的核電廠受到飛彈攻擊。
- 香港政黨民主建港聯盟與香港協進聯盟正式合併，並改名為民主建港協進聯盟，簡稱仍叫“民建聯”。

## 2月15日
- 北大西洋公约组织宣布对叙利亚复兴党所属的叙利亚政府（极有可能是暗杀黎巴嫩前总理哈里里的罪魁祸首）为非法政府并执行取缔

## 2月14日
- 中国辽宁阜新矿业集团公司孙家湾煤矿井下发生瓦斯爆炸事故。213名矿工死亡，22名矿工受伤，尚有13名矿工被困井下。新华网（页面存档备份，存于）

## 2月13日
- 伊拉克占大多数的什叶派宣称在选举中获得胜利。MSNBC（英文）（页面存档备份，存于）

## 2月12日
- Google公司准备向维基百科捐助服务器和带宽 Wikinews（页面存档备份，存于） google-blog.dirson.com

## 2月10日
- 为期十天的第55届柏林电影节于当地时间2月10日晚正式开幕。柏林电影节官方主页（页面存档备份，存于）

## 2月9日
- 朝鲜中央通讯社首次承认該国持有核武器，并声称无限期推迟六方会谈。凤凰网（页面存档备份，存于）
- HP前董事長兼CEO費奧麗娜同時辭去兩項職務。

## 2月8日
- NASA决定停止继续修复哈勃太空望远镜，2006年其将在轨道上"死亡". 路透社（英文）
- 巴勒斯坦领导人阿巴斯与以色列总理沙龙达成一致，同意互相停止暴力行动 MSNBC（英文）（页面存档备份，存于）
- 全世界华人庆祝鸡年春节

## 2月7日
- 多哥新总统福雷·纳辛贝宣誓就职。
- 中國南方保釣聯盟被廈門民政部門取締。

## 2月6日
- 泰国总理他信连任成功。

## 2月2日
- 德国总统科勒在以色列议会发表演讲，对二战期间德国对犹太人的屠杀感到羞愧。德国必须坚决反对反犹主义和极端右翼势力。BBC（页面存档备份，存于）
- 以色列总理沙龙和巴勒斯坦主席阿巴斯已经接受埃及邀请，出席在埃及举行的三方峰会。（BBC）（页面存档备份，存于）
- 尼泊爾國王賈南德拉今天（2月2日）宣佈了新內閣。在此之前，2月1日，他透過電視演說宣布，解散由首相德烏帕領導，未能同反政府武装游擊隊舉行和談的聯合政府，並在全國實施戒嚴。 大紀元2月2日訊（页面存档备份，存于）

## 2月1日
- 尼泊爾國王賈南德拉突然解除首相職務，並建立以自己為首的新內閣。聯合國秘書長科菲·安南促請尼泊爾儘快恢復民主自由。　明報新聞網
- 加拿大自由党政府提出一项在全国范围内允许同性婚姻的法律报议会批准（CBC）（页面存档备份，存于）
- 以色列司法部长梅尼·玛祖兹要求政府立即停止执行1950年制定的可以不加补偿强行没收阿拉伯人土地的《土地法》，认为其违反宪法。（BBC）（页面存档备份，存于）（半岛电视）